# Lalovo, Muncaci
Lalovo (în ucraineană Лалово) este localitatea de reședință a comunei Lalovo din raionul Muncaci, regiunea Transcarpatia, Ucraina.

## Demografie
Componența lingvistică a localității Lalovo
     Ucraineană (98,13%)
     Alte limbi (1,85%)
Conform recensământului din 2001, majoritatea populației localității Lalovo era vorbitoare de ucraineană (98,13%), existând în minoritate și vorbitori de alte limbi.